# Харчишин, Валерий Владимирович
Вале́рий Влади́мирович Харчи́шин (укр. Валерій Володимирович Харчишин; род. 26 мая 1974, Любар, Житомирская область) — украинский рок-музыкант. Лидер рок-группы «Друга Ріка».

## Биография
Валерий Харчишин родился 26 мая 1974 года в городе Любар Житомирской области.
С 1982 года обучался в музыкальной школе, по окончании которой поступил в Житомирское училище культуры и искусств им. И. Огиенко на отделение духовых инструментов.
Закончив учёбу, начал выступать в составе ансамбля песни и пляски «Ленок», поёт в «Козацком хоре». В 1994 году стал директором известного хорового коллектива «Орея», в составе которого много гастролировал по Европе.
В 1995 году вместе с Виктором Скуратовским и Александром Барановским основал группу Second River. Валерий стал не только солистом группы, но и автором подавляющего большинства текстов и музыки группы. В 1996 году музыканты изменили название на «Друга Ріка» (ДР).
5 альбомов (главный альбом «Рекорди» достиг статуса «золотого» в день выхода), 10 топовых синглов, 27 клипов, 24 из которых возглавили музыкальные чарты страны. На счету ДР участие в большом количестве концертных туров и фестивалей, собственный проект «Rock’n’Roll saves the world». В рамках проекта — большие концерты и запись дуэтов с российской группой ТОКИО и турецкими рок-музыкантами «Mor ve Ötesi» (Мор ве Отеси).
В 2007 году Валерий Харчишин попал в автомобильную аварию, которая надолго приковала музыканта к постели. Спустя некоторое время Валерий сказал:

В конце концов, я понимаю, что все мы ходим под Богом и это может случиться с кем угодно. И я не исключение. Надо жить дальше, и я очень хочу жить, хочу творить, мне ещё есть много чего сказать. Я счастлив тому, что я жив.
Оригинальный текст (укр.)Врешті-решт я розумію, що всі ми ходимо під Богом і це може трапитися з ким завгодно. І я не виняток. Треба жити далі і я дуже хочу жити, хочу творити, мені ще є багато чого сказати. Я щасливий від того, що я живий.

В 2008 году после творческой паузы ДР возвращается с альбомом «Мода». В. Харчишин становится лучшим вокалистом года по результатам ежегодной премии НЕПОПСА. А в 2009 году по результатам Russian Showbiz Awards становится обладателем двух бизнес-премий «Hermes Prize» за профессионализм и высокие достижения в сфере шоу-бизнеса. Также в 2009 году по рейтингу журналов «Viva!» и «ELLE» Валерий Харчишин становится самым привлекательным и самым стильным мужчиной страны.
В декабре 2011 Валерий Харчишин и музыканты «Другої Ріки» появились в провокационном виде на обложке мужского глянца XXL. Эта съёмка стала особенной для всех. Ведь группа никогда не снималась в подобных фотосессиях, а журнал впервые за свою 10-летнюю историю поместил на обложку мужское «ню». Через год группа получила премию от журнала за лучшую обложку.
В 2012 году Валерий Харчишин основал благотворительный марафон «Я буду жити» — социальную акцию в борьбе с лимфомой. В рамках акции прошёл большой благотворительный концерт, в котором принимали участие Океан Ельзи, Бумбокс, СКАЙ и много других рок-групп. Валерий Харчишин способствовал съёмкам видеоролика и фотопроекта «Я буду жити», цель которого — помочь выявить болезнь на ранней стадии. Проект поддержало множество неравнодушных к страшной проблеме и чужому горю людей. Воплощали идею в жизнь музыканты, стилисты, дизайнеры, визажисты, представители СМИ и многие другие. В съёмках ролика и фотопроекта принимали участие известные музыканты.
В 2009 году вышел сборник «The Best», который содержит лучшие песни и двадцать лучших видеоклипов за всю историю творчества ДР. Сегодня дискография группы включает 6 альбомов и 2 отдельных сингла («Догоним! Доженемо!» с российской группой Токио и «Hey you!» с группами Dazzle Dreams и Lama). Валерий Харчишин неоднократно получал ряд наград как лучший вокалист.
В 2021 году снялся в «Битве экстрасенсов» на СТБ в качестве главного героя.

## Личная жизнь
Валерий имеет трёх сыновей.
Жизненный принцип Валерия Харчишина: «Не живи вчера, живи сегодня!». Также, музыкант не остаётся в стороне от социальных акций и благотворительных проектов, связанных с борьбой против СПИДа, детского алкоголизма, розыска без вести пропавших детей и подростков.
В мае 2022 года Валерий Харчишин сообщил, что после 13 лет отношений развелся с женой Юлей. По словам Харчишина, они разошлись с супругой ещё до начала полномасштабной войны.

## Дискография
- 2000 — Я є
- 2003 — Два
- 2005 — Рекорди
- 2006 — Денніч
- 2008 — Мода
- 2009 — THE BEST
- 2012 — Metanoia. Part 1
- 2014 — Supernation
- 2017 — Піраміда

## Фильмография
- 2018 — Легенда Карпат — Олекса Довбуш
- 2019 — Встреча одноклассников — Валера